# ヨハン・クリスティアン・ヘルテル
ヨハン・クリスティアン・ヘルテル（Johann Christian Hertel, 1697年6月25日または1699年 - 1754年10月）は、ドイツの作曲家、ヴァイオリニスト、ヴィオラ・ダ・ガンバ奏者。
エッティンゲン・イン・バイエルン出身。父のヤーコプ・クリスティアン・ヘルテルはエッティンゲン侯の宮廷楽長であった。父がザクセン＝メルゼブルク公の宮廷楽長に就任するとそれに従い、メルゼブルクの宮廷オルガニストから鍵盤楽器を学び、ヴァイオリンを独習した。その後ハレで神学を学んだが中途で切り上げ、ザクセン＝メルゼブルク公モーリッツ・ヴィルヘルムから奨学金を得て、ダルムシュタットでエルンスト・クリスティアン・ヘッセにヴィオラ・ダ・ガンバを師事した。1718年からザクセン＝アイゼナハ公国の宮廷楽団で楽師長（コンツェルトマイスター）を務め、1741年に公国が消滅するまで務めた。ついで1742年からメクレンブルク＝シュトレーリッツ公国の宮廷楽団で楽師長となり、1753年に楽団が解散されるまでその任にあった。またヴィオラ・ダ・ガンバ奏者として、ドレスデン、カッセル、ヴァイマル、ブラウンシュヴァイク、マイニンゲン、ゴータ、ベルリンなど各地で演奏を行っている。
作品にはヴァイオリンやヴィオラ・ダ・ガンバのための多くのソナタの他、管弦楽曲や室内楽曲があるが、大部分が散逸したり、未出版の状態である。
息子のヨハン・ヴィルヘルムも作曲家になった。